# Pettibonella multiuncinata
Pettibonella multiuncinata är en ringmaskart som beskrevs av Solis-Weiss och Fauchald 1989. Pettibonella multiuncinata ingår i släktet Pettibonella och familjen Orbiniidae. Inga underarter finns listade i Catalogue of Life.